# Us vs. Them
«Us vs. Them» — песня американского хип-хоп-дуэта Suicideboys, выпущенная 29 марта 2024 года в качестве ведущего сингла с их четвёртого студийного альбома New World Depression (2024). Это их первая песня, попавшая в чарт Billboard Hot 100, дебютировавшая и достигшая 96-й позиции.

## Композиция и отзывы
Том Брейхан из Stereogum описал эту песню как «винтажный $uicideboy$: жуткий мерцающий бит, злые детские стишки, поющиеся вполголоса, тексты о жевании фентанила и вдыхании перкоцета. Он напрямую вдохновлён андеграундным рэпом 90-х, как в стиле южных микстейпов, и он эффективен в обоих направлениях». Revolver назвал песню «жутковатым, лизергиновым треком». 

## Чарты
| Чарт (2024)                           | Высшая позиция |
| ------------------------------------- | -------------- |
| Канада (Billboard Canadian Hot 100)   | 85             |
| Новая Зеландия Hot Singles (RMNZ)     | 7              |
| США (Billboard Hot 100)               | 96             |
| США (Billboard Hot R&B/Hip-Hop Songs) | 26             |